# 神屋町 (福岡市)
神屋町（かみやまち）は、福岡県福岡市博多区の地名。現行の行政地名は　神屋町（住居表示実施済）。面積は6.44ヘクタール。2023年3月末現在の人口は1,879人。郵便番号は812-0022。

## 地理
福岡市の都心とされる中央区天神の北東約1キロメートル、博多区の北西部に位置する。北東で大博通りを挟んで大博町（）と、南東で奈良屋町（）と、南西で対馬小路（）と、北西で那の津通りを挟んで築港本町（）と隣接している。近世以来の博多商人の町である。

### 都市計画
神屋町を含む地区の都市計画における位置づけについては、2012年（平成24年）12月21日に策定された『第9次福岡市基本計画』の「都市空間構想図」において、「都心部」に含まれている。都心部のなかでも特に天神・渡辺通地区、博多駅周辺地区、ウォーターフロント地区（博多ふ頭及び中央ふ頭）の3地区が都心部の核とされており、神屋町を含む地区はその3地区に囲まれている。「福岡市都市計画マスタープラン」において定められた方針については次のとおりである。交通ネットワークとして都市の骨格となる那の津通りの沿道や幹線道路である大博通りの沿道は、商業、業務、サービス施設や中高層住宅などが連続した「都市軸」や「沿道軸」に位置付けられている。市街地のエリアとしては、住宅を中心に歴史、伝統、文化が息づき、都心機能を支援する業務施設、商業施設が共存する「複合市街地ゾーン」に位置付けられ、職住が調和した複合市街地づくりと良好な街並みの形成、歴史的景観を保全、創造するための歴史的街並みづくりなどがまちづくりの視点とされている。用途地域は町内の全域が商業地域に指定されている。

## 語源
町名は博多の豪商神屋宗湛（）による。

## 歴史

### 町域の変遷
現在の地名は、1966年（昭和41年）における住居表示の実施に伴う地名変更によって定められたものであり、その実施前後の地名は次表のとおりである。
| 住居表示実施後 | 実施年月日         | 住居表示実施前                                                             |
| -------------- | ------------------ | -------------------------------------------------------------------------- |
| 神屋町         | 1966年（昭和41年） | 千年町二丁目並びに大浜町三丁目、同四丁目、石城町一丁目及び同二丁目の各一部 |

## 人口
神屋町について、それぞれ人口の推移を福岡市の住民基本台帳（公称町別）に基づき示す（単位：人）。集計時点は各年9月末現在である。
- 2001年（平成13年）：1,036
- 2002年（平成14年）：1,056
- 2003年（平成15年）：1,015
- 2004年（平成16年）：1,038
- 2005年（平成17年）：1,079
- 2006年（平成18年）：1,134
- 2007年（平成19年）：1,217
- 2008年（平成20年）：1,271
- 2009年（平成21年）：1,408
- 2010年（平成22年）：1,472
- 2011年（平成23年）：1,547
- 2012年（平成24年）：1,570
- 2013年（平成25年）：1,582
- 2014年（平成26年）：1,585
- 2015年（平成27年）：1,598
- 2016年（平成28年）：1,620
- 2017年（平成29年）：1,759
- 2018年（平成30年）：1,780
- 2019年（令和元年）：1,830
- 2020年（令和2年）：1,785
- 2021年（令和3年）：1,811
- 2022年（令和4年）：1,866

## 主な施設

### 公共・公益施設
- 那の津公園[注釈 3]

公共・公益施設の写真
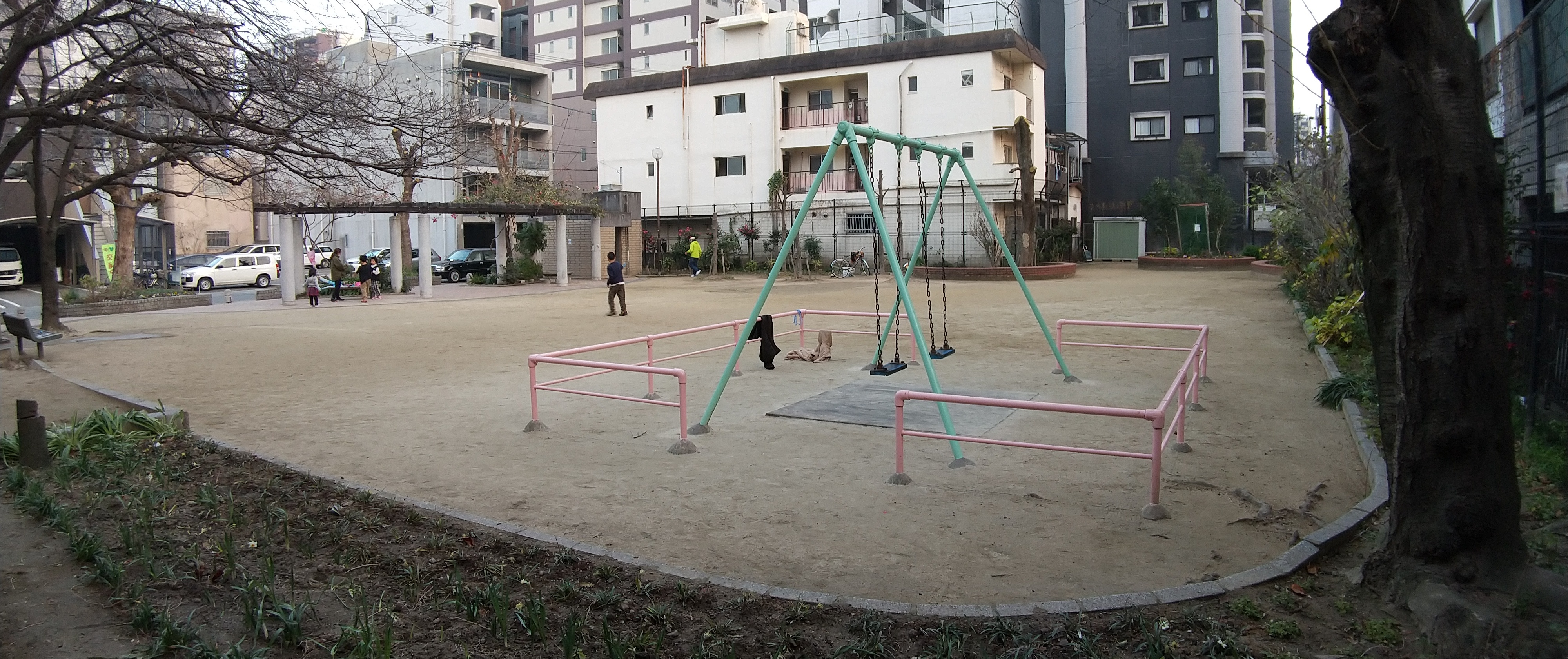
那の津公園

### 教育施設
町内に公立の小・中学校は存在しないが、校区については、小学校区、中学校区についてそれぞれ次の学校の校区に属する。
- 小学校：博多小学校（奈良屋町1番38号）
- 中学校：博多中学校（対馬小路13番40号）

## 名所・旧跡
- ウォレマイ・パイン（Wollemia Nobilis）[注釈 4]

名所・旧跡の写真
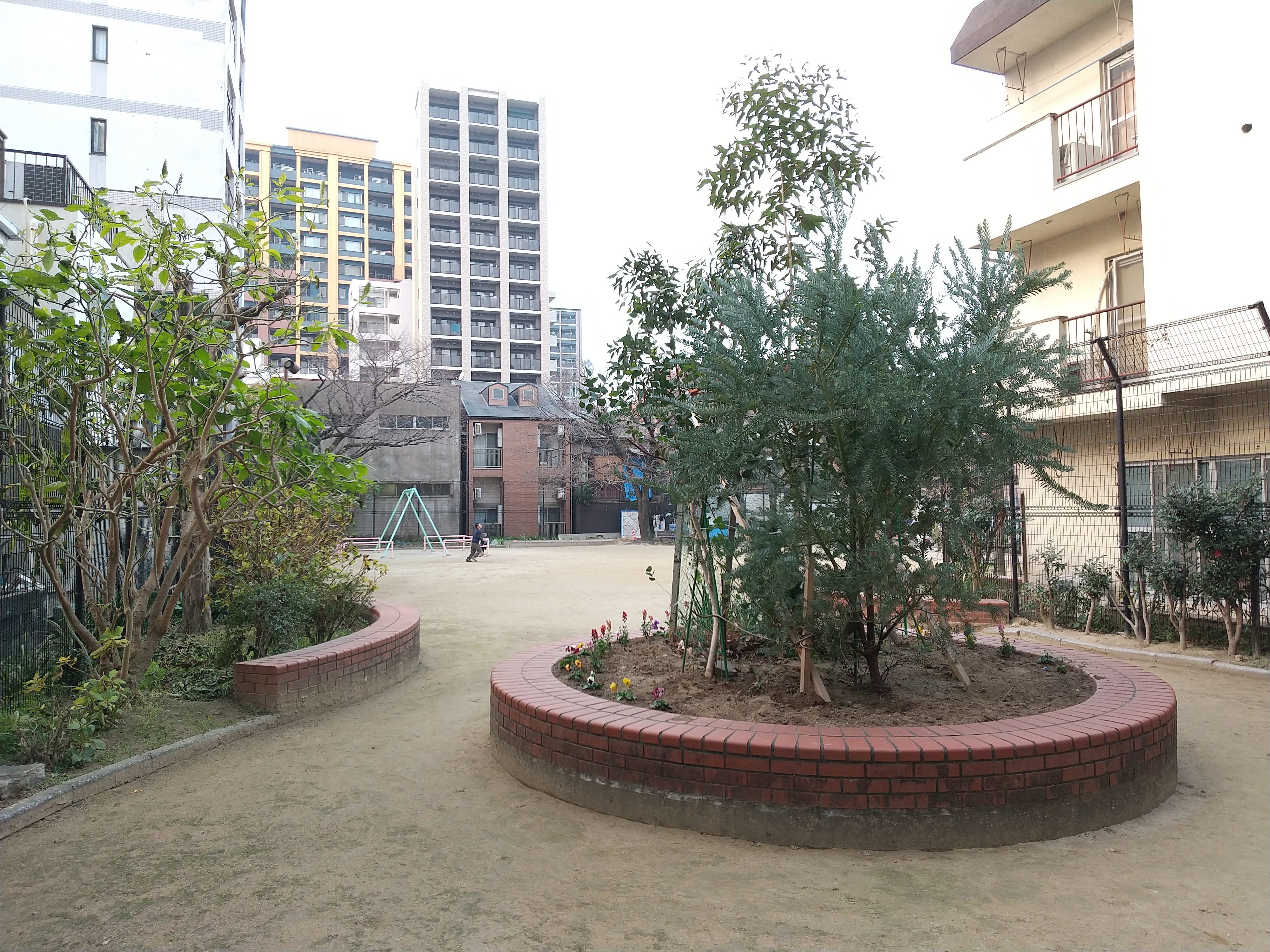
ウォレマイ・パイン

## 交通

### 道路
主な幹線道路は次の通り。

#### 都市高速道路
都市高速道路としては福岡高速環状線が町域の北西側及び北東側に通っており、町外ではあるが、最寄りの出入り口としては次のものがある。
- 天神北出入口（所在地：中央区那の津二丁目、施設：料金所・ランプ・インターチェンジ、距離：道程で約1.2キロメートル）
- 呉服町出入口（所在地：呉服町、行先：香椎・天神方面、施設：料金所・ランプ、距離：道程で約0.7キロメートル）
- 千代出入口（所在地：千代、行先：太宰府IC・堤方面出入口、施設：料金所・ランプ、距離：道程で約1.4キロメートル）

#### 県道
県道の主要なものは次のとおり。
- 福岡県道602号後野福岡線（福岡市道路愛称：「那の津通り」）
- 福岡県道44号博多港線（福岡市道路愛称：「大博通り」、写真1、写真2）

#### 幹線道路以外の市道
町内の市道には、歴史的な由来や地域の特性などに基づいた愛称付きの区画道路がある。
- 西町筋（）[注釈 5]（写真）
- すこやか通り[注釈 6]
- 土居通り（）[注釈 7]

### 鉄道
町内に鉄道は通っていないが、最寄りの鉄道駅は福岡市交通局が運営する地下鉄の次の駅で、近くにあり利便性が高い。
- 福岡市地下鉄空港線の中洲川端駅（距離は道程で約0.7から1.2キロメートル）
- 福岡市地下鉄箱崎線の呉服町駅（距離は道程で約0.5から1.0キロメートル）

### バス
バスについては、西日本鉄道株式会社が運営する西鉄バスが運行しており、次の停留所がある。
- 大博通り沿い：神屋町、石城町